# Vilmoș Szabo
Vilmoș Szabo (Ungerska: Vilmos Szabó), född den 30 december 1964 i Brașov, Rumänien, är en rumänsk fäktare som tog OS-brons i herrarnas lagtävling i sabel i samband med de olympiska fäktningstävlingarna 1984 i Los Angeles.